# 電圧制御増幅器
電圧制御増幅器 （でんあつせいぎょぞうふくき、英語: voltage-controlled amplifier、略称:VCA）もしくは可変利得増幅器 （かへんりとくぞうふくき、英語: variable-gain amplifier、略称:VGA）は制御電圧に依存して利得を変化させる増幅回路の一種。制御電圧は control voltage を略して CV と書かれることも多い。

## 概要
オーディオレベルのコンプ、シンセサイザー、振幅変調など応用例は多い。
簡単な例としては、帰還ループに光依存性抵抗 (light-dependent resistor, LDR) を備えた典型的な反転オペアンプ構成がある。増幅器の利得は LDR に入射する光に依存し、この光は LED (オプトカプラ) により出されたものであるので、増幅器の利得は LED に流す電流によって制御することができる。これは光オーディオコンプレッサーで使用される回路と類似している。
まず最初に増幅器の利得を決める電圧制御抵抗 (voltage-controlled resistor, VCR) を作成することで VCA を実現することができる。VCR は興味深い回路要素の1つであり、JFET (接合型電界効果トランジスタ) に単純にバイアスをかけることで作ることが出来る。この方法で作られた VCR は VCR2N などの個別素子として得ることができる。オペレーショナルトランスコンダクタンスアンプを用いている回路もある。
音声アプリケーションにおいては、耳が音の大きさを感じる方法を模倣するために、対数利得制御が使われている。デヴィッド・E・ブラックマーの dbx という会社の 202 VCA は最初に実現に成功した対数VCAである。

## ミキシング・コンソール
ミキシング・コンソールの中には、コンソールの自動化のために各チャネルにVCAを備え付けているものもある。伝統的にオーディオ信号を直接制御しているフェーダは、VCAのDC制御電圧になる。フェーダで使用できる最大電圧は、VCAグループという1つまたは複数のマスターフェーダによって制御することができる。VCAマスターフェーダは、割り当てられた全てのチャンネルの全体レベルを制御するものである。VCAグループはふつう、ミックスの様々な部分(声楽・ギター・ドラム・打楽器)を制御するために使われる。VCAマスターフェーダを使用することにより、楽器の配合に影響を与えずにミックスの一部を上下させることができる。
VCAサブグループの利点としては、各チャンネルの利得レベルに直接影響するため、VCAサブグループのレベル変化がチャンネルレベルだけでなく、ポストフェーダミックスに送られる全てのレベルにも影響する点にある。従来のオーディオサブグループにおいては、サブグループマスターフェーダはメインのミックスに入っていくレベルにのみ影響し、ポストフェーダミックスには影響しない。楽器がサブグループとポストフェーダミックスにデータを送る場合、サブグループマスターフェーダを完全に下げると楽器自体の音は聞こえなくなるが、ポストフェーダミックスの一部として、残響やコーラスが聞こえる。
VCAを用いたミキサーの方が長持ちすることが知られている。なぜなら、VCAは物理フェーダではなくオーディオレベルを制御するが、時間の経過によるフェーダメカニズムの劣化はオーディオ品質の低下を招くことはないからである。

## ディジタル制御増幅器
ディジタル制御増幅器  (digitally controlled amplifier, DCA) はディジタルに制御された可変利得増幅器である。
段階的なアプローチを利用して、回路に利得選択の段階的な増加を与える。行う方法はいくつかあるが、どれにも共通する要素も存在する。
最も基本的なものは、帰還抵抗に接続されたトグルスイッチが2つの離散利得設定を与えるものである。こらはコンピュータによる制御機能ではないが、コア機能についての説明である。8個のスイッチと8個の抵抗を帰還ループに備え、各スイッチを切り替えることで抵抗の使用の有無を切り替え、増幅器の帰還を制御している。各スイッチがリレー回路に置き換わった場合、リレーをアクティブにするマイクロコントローラを利用して、臨んだ量の利得を達成することができる。
リレーは適切な型の電界効果トランジスタに置き換えることで、機械的性質を抑えることができる。CD4053双方向CMOSアナログマルチプレクサICやディジタルポテンショメータ (抵抗ストリングとMUXを組み合わせたもの) などのデバイスも、スイッチングの役割をする。
スイッチと抵抗の量を最小限に抑えるために、複数のスイッチをアクティブにすることで、抵抗値を組み合わせを利用する方法がとられている。